# غلاف اورانوس الجوي
غلاف كوكب اورانوس الجوي يتكون في الأصل من هيدروجين و هيليوم . لكن في الأعماق يتكون من الغازات المتطايرة أو بما يطلق عليه  جليديات، مثل الماء ، الأمونيا و الميثان. العكس صحيح بما يتعلق بالغلاف الجوي العلوي و الذي يحتوي   غازات أثقل من الأكسجين و الهيليوم  بكميات قليلة وذلك يعود على درجات الحرارة المتدنية. جو كوكب أورانوس هو الأبرد من بين جميع الكواكب  بحيث تصل درجات الحراة فيه إلى 49 ك -كلفن-.
غلاف اورانوس الجوي يمكن تقسيمه إلى ثلاث طبقات :أولها  التروبوسفير ارتفاعه يصل من 50 إلى 300 كم ، وضغطه الجوي ما بين 0.1 إلى 100 بار. الستراتوسفير ، يتراوح طوله من 50 إلى 4000 كم و ضغط جوي بين 0.1  و 10 ^-10 بار ، و أخيرا  الطبقة الساخنة منه ككل الثريموسفير (الطبقة الحرارية)أو اكسوسفير يمتد من 4000 كم إلى عدة أقطار يورانومية من السطح المسمى عنده 1 بار من الضغط الجوي. على عكس كوكب الأرض اورانوس ليس لديه ميزوسفير .
يستضيف التروبوسفير أربع طبقات سحابية: غيوم الميثان عند حوالي 1.2   بار ، كبريتيد الهيدروجين وسجابات الأمونيا على 3-10   بار ، سحابات هيدرو كبريتيد الأمونيوم على 20-40  بار ، وأخيرا سحب المياه أقل من 50   بار .
فقط الطبقتين الأوليتين تمت رؤيتهما مباشرة ،  أما السحابات التي تكون على عمق أكبر فهم تحليليين . أما السحب العلوية  فتنتشر فوق طبقات من الضباب الكيمضوئي . سحب  الضوئية الموجودة في طبقة التروبوسفير نادرة في اورانوس، غالبا بسبب تيارات الحمل الخاملة في باطن الكوكب. مع ذلك استخدمت الدراسات التي أجريت على السحب لقياس  سرعة الرياح النطاقية و التي ممكن أن تصل إلى 240 متر في الثانية بشكل ملحوظ.
لا يُعرف الكثير عن الغلاف الجوي لاورانوس حتى الآن ، حيث حصلت المركبة الفضائية هي فويجر 2 ،التي مرتها حول مدرار الكوكب عام 1986 ، على بعض البيانات القيمة لتركيبه الداخلي . لم توجه مهام مجدولة أخرى إلى أورانوس في الوقت الحالي.

## الملاحظة والاستكشاف

غلاف اورانوس الجوي مأخوذ خلال برنامج تراث الغلاف الجوي الخارجي (أوبال).

على الرغم من عدم وجود سطح صلب محدد جيدًا داخل باطن أورانوس ، فإن الجزء الخارجي من غلاف أورانوس الغازي (المنطقة التي يمكن الوصول إليها عن بُعد) يسمى الغلاف الجوي .  تمتد القدرة على الاستشعار عن بُعد إلى حوالي 300   كم تحت مستوى 1 بار ضغط جوي، مع ضغط حوالي 100   بار ودرجة حرارة 320   كلفن . 